# Премія YUNA (7-ма церемонія вручення)
«YUNA» — щорічна українська національна професійна музична премія. Сьома церемонія вшановувала найкращих в українській музиці за 2017 рік.
14 грудня 2017 року у ресторані COIN відбулося оголошення номінантів сьомої щорічної професійної музичної премії YUNA 2018. Церемонія відбулась 26 лютого 2018 року в НПМ «Україна» у Києві. Ведучим був Анатолій Анатоліч.
Для 7 церемонії було внесено ряд змін у номінації. Так, номінація Новий подих була скасована, натомість була запроваджена категорія Найкраща україномовна пісня. Крім того, номінація Найкращий соло-артист знову була розділена на номінації Найкращий виконавець та Найкраща виконавиця.
За особливі досягнення в музиці було нагороджено гурт «Брати Гадюкіни». Під час церемонії нагородження гурт виступив разом із «Freedom Jazz» та Олегом Собчуком («СКАЙ»).

## Номінанти та переможці
| Найкращий виконавець | Найкраща виконавиця |
| --- | --- |
| - MONATIK - Ivan Navi - Іван Дорн - Арсен Мірзоян - Сергій Бабкін | - Тіна Кароль - Джамала |
| Найкращий поп-гурт | Найкращий рок-гурт |
| - «Время и Стекло» - «DZIDZIO» - «Mozgi» - «KADNAY» - «Грибы» | - «The Hardkiss» - «O.Torvald» - «Pianoбой» - «Бумбокс» - «Антитіла» |
| Найкращий альбом | Найкраща пісня |
| - LOBODA — «H2Lo» - «The Hardkiss» — «Perfection Is A Lie» - «Alekseev» — «Пьяное солнце» - «Бумбокс» — «Голий Король» - «Антитіла» — «Сонце» | - «Грибы» — «Тает лёд» - The Hardkiss — «Журавлі» - «ESTRADARADA» — «Вите надо выйти» - MONATIK — «Vitamin D» - The Hardkiss — «Антарктида» - Сергій Бабкін — «Де би я»               |
| Відкриття року | Найкращий дует |
| - «KAZKA» - «Constantine» - Melovin - Michelle Andrade | - Pianoбой та Morphom — «На вершині» - Mozgi та Michelle Andrade — «Amor» - MONATIK та LOBODA — «Жарко» - Kishe та OSADCHUK — «Один день» - DZIDZIO та Оля Цибульська — «Чекаю. Цьом» |
| Найкраще концертне шоу | Найкращий відеокліп |
| - «MONATIK» — «Live Show Vitamin D» - «Бумбокс» — Всеукраїнський тур «Голий король» - Тіна Кароль — Всеукраїнський тур «Інтонації» - «Время и Стекло» — Всеукраїнський тур «На стиле» - Макс Барських — Концерт «Туманы» | - MONATIK — «Vitamin D» (реж. Таня Муїньо) - Макс Барських — «Моя любовь» - Іван Дорн — «Collaba» - «Время и Стекло» — «На стиле» - «Грибы» — «Тает лёд»                              |
| Найкращий менеджмент | Найкраща пісня українською мовою |
| - MOZGI Entertainment («Mozgi», «Время и Стекло») - Enjoy! Records (Джамала) - Мейсон Ентертейнмент («DZIDZIO») - Павло Орлов (Тіна Кароль) - Єгор Кір'янов («The Hardkiss») - Музика для мас («Бумбокс») - Нателла Крапівіна (LOBODA) - YULA, Ірина Демічева (MONATIK) - Юлія Каменчук та Ольга Черткова («O.Torvald») - Kruzheva Music — Грибы - Condorn Company — Іван Дорн - Secret Service EA — TAYANNA, Оля Полякова - Андрій Великий, Ольга Войцович (MOVAmusic) — Ivan NAVI - Дмитро Шуров — Pianoбой - Олена Коляденко — KADNAY - Сергій Вусик, Олена Гармаш — Антитіла - Сніжана Бабкіна — Сергій Бабкін - Юлія Колесник та Юлія Гай (Sarafan PR), Тетяна Зякун — Арсен Мірзоян | - The Hardkiss — «Журавлі» - Тіна Кароль — «Перечекати» - «Alyosha» — «Калина» - Сергій Бабкін — «Де би я»                                                                            |
| За особливі заслуги у музиці | |
| - Брати Гадюкіни | |